# Кишерка
Ки́шерка (Ки́шера) — река в России, протекает по Ленскому району Архангельской области. Устье реки находится в 2 км по левому берегу реки Кижмола, на южной окраине с. Яренск. Долина реки ограничивает Яренск с востока, отделяя его от деревни Сафроновка. Длина реки составляет 11 км. Берега обрывистые, сложены супесями, круто поднимаются от уреза воды и подвержены разрушению. По реке названа одна из улиц села — Кишерская. Река впервые упомянута в 1485 году (как Кишор). Название «Кишор» означает «каменистый ручей», происходит от архаичного коми-зырянского слова ки — «камень», имеющего параллели во многих финно-угорских языках, и шор — «ручей». Река с аналогичным названием — Кишерть, в верховьях Кишертка — является притоком Сылвы в бассейне Камы.
В XIX веке на берегах Кишерки в черте Яренска добывали зеленовато-серый известковистый песчаник, использовавшийся для оселков

## Данные водного реестра
По данным государственного водного реестра России относится к Двинско-Печорскому бассейновому округу, водохозяйственный участок реки — Вычегда от города Сыктывкар и до устья, речной подбассейн реки — Вычегда. Речной бассейн реки — Северная Двина.
Код объекта в государственном водном реестре — 03020200212103000023146.